# True Love (canción de Coldplay)
«True Love» es una canción del grupo británico Coldplay, incluida como la cuarta pista de su sexto álbum de estudio, Ghost Stories. Parlophone la lanzó como el tercer sencillo del disco el 14 de agosto de 2014. La banda coprodujo el tema junto a Paul Epworth, Daniel Green y Rik Simpson.  
Inspirada en la separación de Chris Martin y Gwyneth Paltrow, «True Love» se presenta como una de las piezas más emotivas de Ghost Stories. La portada fue diseñada por la artista checa Mila Fürstová. Musicalmente, combina sintetizadores, cuerdas y un ritmo moderado, mientras que su letra aborda el desamor desde una perspectiva vulnerable y contradictoria, marcada por el anhelo de una última expresión de afecto, aunque sea fingida. 
La crítica especializada valoró positivamente la canción, en particular su carga emocional, la interpretación vocal de Martin y su instrumentación. Varios medios coincidieron en que representaba uno de los momentos más conmovedores del álbum, con un sonido melancólico y una letra vulnerable. También destacaron la contribución de Timbaland, que añadió una dimensión electrónica al estilo del grupo. 
En cuanto a su desempeño comercial, «True Love» tuvo una recepción discreta. Si bien logró posicionarse en algunas listas europeas como Bélgica y los Países Bajos, sus apariciones en listados oficiales fueron limitadas y de alcance moderado. 
El 22 de agosto se estrenó un videoclip, dirigido por Jonas Åkerlund, fue filmado en Los Ángeles en junio de 2014. Protagonizado por Martin y la actriz Jessica Lucas. La banda interpretó el tema en varios eventos promocionales de 2014, como el iHeartRadio Album Release Party, el festival Radio 1’s Big Weekend de la BBC y el programa australiano 50th Max Sessions. También la incluyó en el concierto que dio origen al álbum en vivo Ghost Stories Live 2014. 

## Antecedentes y lanzamiento
| «Durante buena parte de mi vida no me permití ser completamente vulnerable, y eso trajo algunos problemas. Si no dejas entrar al amor, tampoco eres capaz de ofrecerlo. Para mí, el disco trata de eso. Y cuando te abres de verdad, claro que duele a veces, pero también puede ser maravilloso» —Martin al explicar que Ghost Stories trata sobre la necesidad de abrirse al amor. |

Tras el éxito de su quinto álbum de estudio, Mylo Xyloto (2011), que superó los ocho millones de copias vendidas en todo el mundo y produjo sencillos como «Paradise» y «Princess of China», Coldplay decidió apostar por un álbum más íntimo y modesto. Según Chris Martin, el disco gira en torno a «la vida misma y todo su colorido», mientras que algunos críticos señalaron que la obra estuvo influenciada por su separación de la actriz Gwyneth Paltrow, y lo calificaron como un «álbum de ruptura».
El 4 de agosto de 2014, se anunció que «True Love» sería el tercer sencillo del álbum, acompañado de una carátula diseñada por la artista Mila Fürstová. La canción se publicó oficialmente diez días después, el 14 de agosto como descarga digital en distintos países. Además, se editó un sencillo en CD para el Reino Unido y Europa, que incluyó la versión del álbum. En Francia apareció una edición con dos pistas —una versión para radio y otra del álbum—, mientras que en Japón se lanzó un remix de Davide Rossi como descarga digital el 1 de diciembre del mismo año. Al explicar por qué eligieron ese tema como sencillo, Martin comentó:

«A veces elegimos un sencillo aunque sepamos que no suena como lo que normalmente se espera de uno. Últimamente, nuestra filosofía ha sido guiarnos por el instinto. Si sentimos que un disco debe ser más discreto y que no hace falta presentarlo con una gira, lo hacemos así y ya pensaremos después en las consecuencias. Creo que escoger “True Love” sigue esa misma lógica. De algún modo, completa el trío de canciones que queremos que definan el álbum».

## Composición y producción

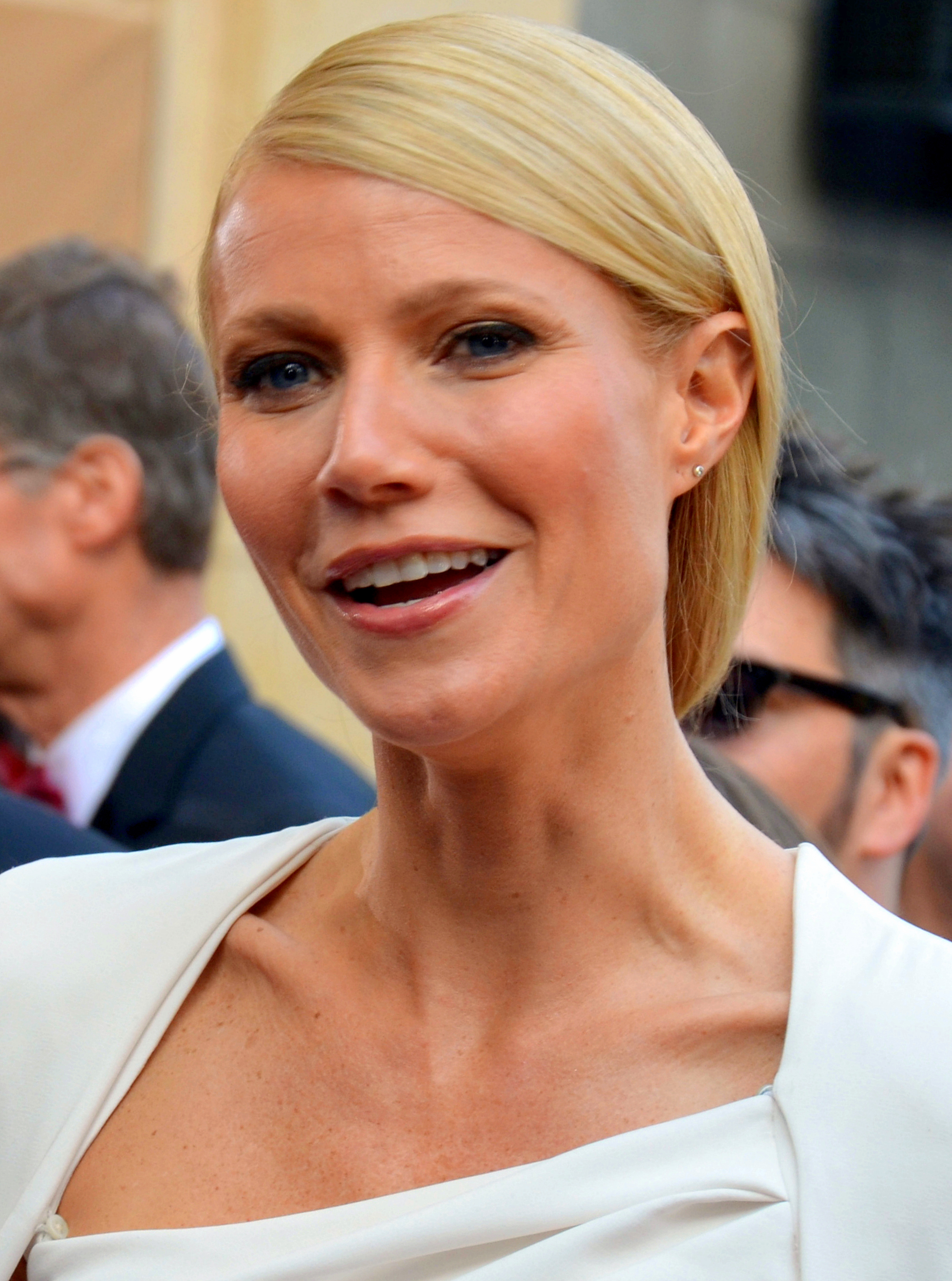
El contenido lírico de «True Love» supuestamente aborda el divorcio de Chris Martin con la actriz Gwyneth Paltrow (fotografiada en 2012).

«True Love» fue escrita por Guy Berryman, Jonny Buckland, Will Champion y Martin, y producida por la banda junto con Paul Epworth, Daniel Green y Rik Simpson. Timbaland colaboró con arreglos de batería adicionales, y Davide Rossi se encargó de las cuerdas. La canción está en la tonalidad de sol bemol mayor (G♭) y tiene un tempo moderado de 120 pulsaciones por minuto. La voz de Martin se mueve entre un sol bemol grave (sol♭3) y uno agudo (sol♭5). En cuanto al sonido, mezcla ritmos contundentes, sintetizadores con aire bailable y cuerdas melancólicas. Según Chris DeVille, de Stereogum, el tema incluye «una dosis del sentimentalismo al estilo "Apologize" que aporta Timbaland», además de un «solo de guitarra cargado de tristeza».

### Letra
En cuanto a la letra, la canción aborda el desamor como tema central. DeVille señala que Martin «arremete contra las supuestas mentiras de su pareja, aunque al mismo tiempo intenta revivir lo que alguna vez sintieron», como se refleja en los versos: And I wish you would [sic] have let me know / What's really going on below / I've lost you now, you've let me go / But one last time / Tell me you love me (en español: Y ojalá me lo hubieras dicho / qué era lo que pasaba en realidad / ya te perdí, me dejaste ir / pero solo una vez más / dime que me amas). En el estribillo, el protagonista expresa su necesidad de consuelo, incluso si eso implica oír una mentira: Just tell me you love me / If you don't, then lie / Oh, lie to me (Solo dime que me amas / y si no es verdad, miente / oh, miénteme).

## Recepción

### Crítica especializada
«True Love» recibió elogios por parte de la crítica especializada, que destacó especialmente su letra y su instrumentación. Caryn Ganz, de Rolling Stone, opinó que el solo de guitarra desafinada y estridente era «el momento sonoro más desconcertante, pero también el más satisfactorio del álbum. Probablemente no es la canción que Martin quería escribir, pero sí la que necesita en ese momento». Por su parte, Jason Lipshutz, de Billboard, señaló que el tema, lleva al grupo a «entregar quizá la canción más triste del disco [...], mientras Martin repite frases como Tell me you love me, if you don't then lie ("Dime que me amas, y si no es cierto, miente") para transmitir una sensación de súplica». Stephanie Benson, de Spin, escribió que el tema «alcanza su punto máximo con un solo de guitarra melancólico y lánguido, sacado directamente del manual de seducción de John Mayer». Matthew Horton, de NME, observó que «el verdadero núcleo de Ghost Stories está en [...] las texturas entrecortadas de dubstep, donde Martin musita One last time / Tell me you love me ("Una última vez / dime que me amas"), y uno empieza a percibir su vacío interior».
Mack Hayden, de Paste, describió el tema como «el momento más Coldplay del álbum», en el que Martin canta Say that you love me / And if you don't, then lie (Di que me amas / y si no es verdad, miente). Añadió que «ese romanticismo herido es lo que hizo de A Rush of Blood to the Head un álbum maravilloso, y es bueno verlo de regreso aquí». Josh Terry, de Consequence of Sound, también destacó la letra como «una de las líneas más desgarradoras que ha escrito», y señaló que «son palabras demoledoras». Stephen Thomas Erlewine, de AllMusic, opinó que la colaboración con Timbaland «le da a Ghost Stories una agilidad electrónica que debilita la imagen de Coldplay como banda de rock dogmático, aunque sin llegar a mostrarla como un grupo atrevido». Jamieson Cox, de Time, elogió «la percusión entrecortada que impulsa esta pieza lacrimógena», mientras que Larry Fitzmaurice, de Pitchfork, la definió como «una balada al estilo Spandau Ballet con un giro Disney». Por su parte, Adam Silverstein, de Digital Spy, escribió que la canción, a la que calificó como «trascendental», «te golpea como un ataque de Magneto».

### Rendimiento comercial
«True Love» tuvo un desempeño modesto en las listas musicales. Alcanzó el tercer puesto en la lista Ultratip Bubbling Under de Flandes, en Bélgica, y el sexto lugar en la Dutch Top 40 Tipparade neerlandesa. En Valonia, también en Bélgica, llegó al número 12 en la misma categoría de canciones en ascenso. En Suiza alcanzó la posición 77, mientras que en Corea del Sur se ubicó en el puesto 58 de la lista del Gaon Digital Chart. En Estados Unidos, llegó al lugar 42 en la Rock Songs de Billboard. En Francia ocupó la posición 146 en el listado oficial de SNEP, y en el Reino Unido alcanzó el puesto 180 en la UK Singles Chart.

## Vídeo musical
El videoclip de la canción fue dirigido por Jonas Åkerlund, quien también estuvo a cargo del video de «Magic». La grabación tuvo lugar en el Los Angeles Theatre el 24 de junio de 2014 y en Venice Beach al día siguiente. Se estrenó el 22 de agosto de ese mismo año. El video está protagonizado por Martin y la actriz canadiense Jessica Lucas. Según Åkerlund, el proyecto «surgió de forma similar al de "Magic". Desde el principio dije que quería que tuviera un tono muy distinto, aunque relacionado de algún modo, porque cuenta una historia».

### Sinopsis
El clip comienza con Martin, disfrazado con un traje que simula obesidad, y camina torpemente hacia un autobús. Al darse cuenta de que no cabe por la puerta, se agarra de la parte trasera y viaja colgado en una patineta hasta su destino: un teatro de Los Ángeles donde se lleva a cabo un ensayo de ballet. Más adelante aparece una aspirante a bailarina, interpretada por Lucas, que también lleva un traje que simula obesidad. Llega a una audición, donde las demás candidatas —todas delgadas— la miran de reojo. Entrega su carpeta de presentación a los organizadores y, debido a su aspecto físico, la rechazan de inmediato. Dolida, se dirige al paseo marítimo de Venice Beach, donde, sin importar su tamaño, baila con total libertad.
Mientras tanto, el personaje de Martin consigue un trabajo como conserje y lo muestran arrojando basura a un contenedor, hasta que su jefe sale al callejón, le da una pequeña patada y lo manda de nuevo al trabajo con un grito. La bailarina vive en una casa rodante; se deja caer en una silla para descansar y se pierde en sus pensamientos. En el teatro, las bailarinas siguen ensayando y Martin aparece al fondo con su cubeta, hasta que el director le grita «¡Disculpa!» y él se retira.
Más tarde, un cartero le entrega a la joven una invitación del teatro, mientras Martin riega las plantas y baila solo en la azotea de su edificio. La marquesina del teatro anuncia en luces: «Gran estreno de ballet». La joven llega al recinto y busca un lugar entre el público. Las lágrimas le brotan al ver a las parejas de baile girar sobre el escenario, pero al finalizar el espectáculo, descubre que no puede levantarse de su pequeña silla. Entonces, Martin aparece en escena bailando con su trapeador, y la joven se une a él en una coreografía que los muestra como una pareja perfecta.

## Presentaciones en vivo
Coldplay interpretó «True Love» en varias ocasiones durante la promoción de Ghost Stories, en 2014. La primera presentación en vivo tuvo lugar el 21 de marzo en los estudios de Sony Pictures, en Culver City, Estados Unidos. Poco después, el 16 de mayo, la banda incluyó la canción en el evento iHeartRadio Album Release Party, celebrado en Burbank, Los Ángeles. El 24 de mayo formó parte del repertorio del festival Radio 1’s Big Weekend, organizado por la BBC en Glasgow. El 19 de junio, el grupo volvió a tocarla en el Enmore Theatre de Sídney, durante un concierto íntimo que fue grabado para el lanzamiento del álbum en vivo Ghost Stories Live 2014, y el 8 de agosto ofreció otra versión en el programa australiano 50th Max Sessions.

## Lista de canciones
| Varios - Descarga digital |             |          |  |
| N.º                       | Título      | Duración |  |
| 1.                        | «True Love» | 4:05     |  |

| Europa y Reino Unido - Sencillo en CD |                             |          |  |
| N.º                                   | Título                      | Duración |  |
| 1.                                    | «True Love» (Album Version) | 4:06     |  |

| Francia - Sencillo en CD |                             |          |  |
| N.º                      | Título                      | Duración |  |
| 1.                       | «True Love» (Radio Edit)    | 3:36     |  |
| 2.                       | «True Love» (Album Version) | 4:06     |  |

| Japón - Descarga digital |                                  |          |  |
| N.º                      | Título                           | Duración |  |
| 1.                       | «True Love» (Davide Rossi Remix) | 4:41     |  |

## Créditos y personal
Créditos adaptados de las notas del álbum Ghost Stories.
| - Chris Martin: voz principal, piano, guitarra acústica, teclados - Guy Berryman: bajo, teclados - Jonny Buckland: guitarra principal - Will Champion: batería, coros, programación - Paul Epworth: producción - Rik Simpson: producción - Daniel Green: producción | - Mila Fürstová: arte de portada - Timothy Mosley: batería adicional - Davide Rossi: arreglos de cuerdas |

## Posicionamiento en listas musicales
| País              | Lista                   | Mejor posición |
| 2014              | 2014                    | 2014           |
| ----------------- | ----------------------- | -------------- |
| Bélgica (Flandes) | Ultratip Bubbling Under | 3              |
| Bélgica (Valonia) | Ultratip Bubbling Under | 12             |
| Corea del Sur     | Gaon                    | 58             |
| Estados Unidos    | Rock Songs (Billboard)  | 42             |
| Francia           | SNEP                    | 146            |
| Países Bajos      | Dutch Top 40 Tipparade  | 6              |
| Reino Unido       | UK Singles Chart        | 180            |
| Suiza             | Schweizer Hitparade     | 77             |